# Justin Georgescu
Justin Georgescu (n. 11 iunie 1922, București, România – d. august 1942, București, România) a fost un activist comunist și militant antifascist român, asasinat în timp ce se afla în custodia poliției în perioada celui de-al Doilea Război Mondial.

## Biografie
S-a născut la București, capitala României, în 1922 și a rămas orfan de la o vârstă fragedă. După absolvirea studiilor primare, a fost admis în 1933 la Liceul „Matei Basarab”, unde a fost unul dintre elevii fruntași. În toamna anului 1939 Georgescu a intrat în contact cu ideologia comunistă și s-a înscris în Uniunea Tineretului Comunist (UTC), care funcționa atunci în mod clandestin. În următoarele luni a luat parte la mai multe acțiuni ale grupului, ocupându-se cu răspândirea de manifeste și broșuri împotriva regimului autoritar al regelui Carol al II-lea și a alinierii acestuia la politica fascistă promovată în Germania lui Hitler. El a organizat, de asemenea, un protest al elevilor cu simpatii comuniste împotriva unei inițiative a conducerii liceului său prin care ar fi fost alungați elevii săraci. Curând după aceea, UTC l-a nominalizat ca lider al unui „grup tehnic”, responsabil cu activitatea de propagandă în sectorul verde al Bucureștiului.
În 1941 Georgescu s-a înscris la Facultatea de Litere a Universității din București, iar în primăvara anului 1942 a fost ales membru al conducerii celulei UTC din cadrul universității. Acolo el a continuat propaganda antifascistă, răspândind manifeste în care erau condamnate dictatura profascistă a conducătorului Ion Antonescu și colaborarea României cu Germania Nazistă în invadarea Uniunii Sovietice și, în același timp, erau prezentate rezultatele militare ae Armatei Sovietice și ale mișcărilor europene de rezistență antifascistă în lupta împotriva puterilor Axei. Manifestele cereau, de asemenea, ca România să încheie o pace separată cu aliații.
La 29 august 1942 Justin Georgescu a fost arestat în timp ce mergea la o întrunire secretă a UTC. A fost torturat la sediul poliției din București, după care a fost ucis. Într-o încercare de a acoperi crima și de a o prezenta ca o sinucidere, corpul său neînsuflețit a fost aruncat pe o fereastră.
După ce Partidul Comunist Român a venit la putere în România, Justin Georgescu a fost onorat ca un „erou al tineretului”, alături de alți tineri antifasciști români care au murit în timpul celui de-al Doilea Război Mondial.